# Hemoderivado
Un hemoderivado es cualquier sustancia terapéutica preparada a partir de sangre humana. Esto incluye sangre entera, componentes de la sangre, y derivados del plasma. La sangre entera no se usa comúnmente en la medicina transfusional. Los componentes sanguíneos incluyen: concentrados o suspensiones de glóbulos rojos, plaquetas producidas a partir de sangre total o mediante aféresis, plasma, y crioprecipitado. Los derivados plasmáticos son proteínas plasmáticas preparadas en condiciones de fabricación farmacéutica, estas incluyen: albúmina; concentrados de factores de coagulación e inmunoglobulinas.

## Relación con otras sustancias
Los productos sanguíneos también pueden denominarse productos a base de sangre para diferenciarse de los sustitutos sanguíneos, que generalmente se refieren a productos producidos artificialmente. Además, aunque muchos productos sanguíneos tienen el efecto de la expansión del volumen, el grupo generalmente se distingue de los expansores de volumen, que generalmente se refieren a sustancias producidas artificialmente y, por lo tanto, están dentro del alcance de los sustitutos de la sangre.